# Флаги Северной Америки
Это список международных и государственных флагов, используемых в Северной Америке.

## Международные организации
| Флаг | Утвержден    | Организация                                        | Описание |
| ---- | ------------ | -------------------------------------------------- | --- |
|      | 1973 —       | Флаг Карибского сообщества                         | Флаг, как и организация создан в 1973 году. Синие полосы на флаге символизируют море и небо, а жёлтый диск — солнце.                                   |
|      | 1953 —       | Флаг НАТО                                          | Флаг представляет собой прямоугольное полотнище синего цвета, в центре которого изображена белая четырёхлучевая звезда с расходящимися белыми линиями. |
|      | после 2004 — | Флаг Центральноамериканской интеграционной системы | Флаг представляет собой сине-голубое полотнище с логотипом организации в центре.                                                                       |

## Флаги государств
| Флаг | Утвержден          | Организация                   | Описание |
| ---- | ------------------ | ----------------------------- | --- |
|      | 1967 —             | Флаг Антигуа и Барбуды        | Флаг создан художником и скульптором сэром Реджинальдом Самюэлем и используется со времени получения самоуправления в 1967 году. |
|      | 1973 —             | Флаг Багамских Островов       | Государственный флаг Багамских Островов принят 10 июля 1973 года. Чёрный равносторонний треугольник символизирует единство и решимость багамцев. Три горизонтальные полосы одинаковой ширины символизируют природные ресурсы островов: две аквамариновые полосы (по краям) — море, золотая полоса (в центре) — землю. |
|      | 1966 —             | Флаг Барбадоса                | Флаг утверждён в 1966 году. Представляет собой прямоугольное полотнище, вертикально разделённое на три равных части синего, жёлтого и снова синего цветов. В центре жёлтой части флага изображён трезубец. |
|      | 1981 —             | Флаг Белиза                   | Государственный флаг Белиза был принят 21 сентября 1981 года. |
|      | 1986 —             | Флаг Гаити                    | Государственный флаг Гаити был принят 25 февраля 1986. Представляет собой двухцветное полотнище, состоящее из двух равновеликих горизонтальных полос. В центре флага помещён герб Гаити. |
|      | 1885 —             | Флаг Гватемалы                | Флаг состоит из трёх равновеликих вертикальных полос — голубой, белой и голубой. Белый цвет символизирует честность и чистоту, голубой — законность и справедливость. Цвета флага происходят от цветов флага Соединённых Провинций Центральной Америки. В центре белой полосы флага помещен герб страны. |
|      | 1866 —             | Флаг Гондураса                | Национальный флаг Гондураса утверждён 9 января 1866 года. Представляет собой трёхполосное сине-бело-синее полотнище. В центре флага на белой полосе размещено пять пятиконечных звёзд голубого цвета. |
|      | 1974 —             | Флаг Гренады                  | На флаге помещён мускатный орех, выращивание которого является основой экономики Гренады. Кроме того, сама Гренада является одним из ведущих мировых производителей мускатного ореха. |
|      | 1990 —             | Флаг Доминики                 | Государственный флаг Доминики был принят 3 ноября 1978 года. Зелёный цвет фона флага символизирует тропическую природу, красный цвет в центре флага символ свободы, 10 зелёных пятиконечных звёзд — 10 приходов страны. Святую Троицу символизирует крест из трёх полос: белый — европеоиды, золотой — мулаты, чёрный — негры. Попугай сиссеру в центре флага — эндемик острова и один из его символов.                                                |
|      | 1844 — 1861 1863 — | Флаг Доминиканской Республики | Государственный флаг Доминиканской Республики был принят 14 сентября 1863 года. Синий цвет означает свободу, белый — веру и спасение, а красный — кровь и независимость. |
|      | 1965 —             | Флаг Канады                   | Флаг был принят в 1965 году. Представляет собой прямоугольное полотнище красного цвета с белым квадратом посередине, на который помещено изображение одиннадцатиконечного красного кленового листа. |
|      | 1906 —             | Флаг Коста-Рики               | Флаг был принят 27 ноября 1906 года. Белый и синий цвета флага символизируют независимость страны, а красный — цивилизацию. На красной полосе размещён герб Коста-Рики. |
|      | 1902 —             | Флаг Кубы                     | Флаг официально утверждён 20 мая 1902 года. Флаг представляет собой прямоугольное полотнище, разделённое на пять горизонтальных чередующихся сине-белых полос. У древка расположен равносторонний треугольник красного цвета, в центре которого изображена белая звезда. |
|      | 1968 —             | Флаг Мексики                  | Представляет собой прямоугольное полотнище, состоящее из трёх равновеликих вертикальных полос — зелёной, белой и красной. В центре белой полосы — изображение герба Мексики. |
|      | 1908/1971 —        | Флаг Никарагуа                | Флаг принят 4 сентября 1908 года. Символика флага Никарагуа основана на флаге Соединённых Провинций Центральной Америки. |
|      | 1903/1925 —        | Флаг Панамы                   | Синий и красный цвета представляют Консервативную и Либеральную партии Панамы. Кроме того, синий цвет символизирует Тихий океан и Карибское море, а красный — пролитую при защите страны кровь. Белый цвет олицетворяет мир. Синяя звезда — символизирует гражданские качества чистоты и честности, красная — власть и закон. |
|      | 1912 —             | Флаг Сальвадора               | Государственный флаг Сальвадора представляет собой прямоугольное полотнище состоящее из трёх полос: синей, белой и синей. В центре флага расположен герб Сальвадора. |
|      | 2002 —             | Флаг Сент-Люсии               | Флаг Сент-Люсии представляет собой прямоугольное полотнище голубого цвета, в центре которого расположены две треугольные фигуры золотого и чёрного цветов. Символически это сочетание означает остров, окружённый морем. |
|      | 1985 —             | Флаг Сент-Винсента и Гренадин | Флаг Сент-Винсента и Гренадин представляет собой триколор из трёх вертикальных полос синего, жёлтого и зелёного цветов. В центре жёлтой полосы зелёным цветом изображены три алмаза, расположенные в виде латинской буквы V — первой буквы в названии острова Винсент. |
|      | 1983 —             | Флаг Сент-Китса и Невиса      | Флаг представляет собой зелёно-красное прямоугольное полотнище, разделённое по диагонали чёрно-жёлтой полосой, на которой расположены две пятиконечные белые звезды. |
|      | 1960 —             | Флаг США                      | Представляет собой прямоугольное полотнище с горизонтальными равновеликими чередующимися семью красными и шестью белыми полосами. В крыже тёмно-синего цвета — 50 пятиконечных белых звёзд, которые символизируют количество штатов. 13 полос символизируют 13 британских колоний, которые образовали независимое государство. |
|      | 1962 —             | Флаг Тринидада и Тобаго       | Флаг представляет собой прямоугольное полотнище красного цвета с диагональной чёрной полосой. Красный цвет флага обозначает жизнеспособность людей и земли страны, тепло и энергию солнца, мужество и дружелюбие народа. Белый цвет олицетворяет Карибское море и Атлантический океан, а также чистоту устремлений и равенство всех людей под Солнцем. Чёрный цвет символизирует связь всех людей Тринидада и Тобаго, единство цели и богатство земли. |
|      | 1962 —             | Флаг Ямайки                   | Флаг Ямайки выглядит как золотой косой крест, с чёрными горизонтальными и зелёными вертикальными секторами. Чёрный цвет означает население Ямайки, его силу и творческую одаренность. Золотой олицетворяет солнечный свет и богатство природными ресурсами. Зелёный представляет надежду в будущее и сельскохозяйственное разнообразие. |

## Флаги зависимых территорий
| Флаг | Утвержден | Организация                               | Описание |
| ---- | --------- | ----------------------------------------- | --- |
|      | 1990 —    | Флаг Ангильи                              | Национальный флаг Ангильи представляет собой синий английский кормовой флаг с гербом Ангильи в вольной части. Три дельфина, изображённые на гербе и предыдущем флаге, символизируют дружбу, мудрость и силу. |
|      | 1976 —    | Флаг Арубы                                | Флаг представляет собой светло-синее поле, по которому пролегают две узких параллельных горизонтальных жёлтых полосы в нижней части флага, и четырёхконечную красную звезду в левом верхнем поле флага. Звезда окаймлена тонкой полосой белого цвета.                                                                               |
|      | 1999 —    | Флаг Бермуд                               | Флаг Бермуд представляет собой красный английский морской торговый флаг с гербом Бермуд в нижней правой части. Лев держит щит, на котором изображено крушение фрегата Вирджинской компании Морская удача, затонувшего в 1609 у берегов Бермуд.                                                                                      |
|      | 1960 —    | Флаг Британских Виргинских островов       | Флаг представляет собой синий английский кормовой флаг с гербом Британских Виргинских островов, на котором изображена святая Урсула и 11 горящих ламп. |
|      | 1921 —    | Флаг Американских Виргинских островов     | Флаг состоит из упрощенного изображения Большой печати США между буквами V и I, обозначающими Виргинские острова. Орёл держит в одной лапе лавровую ветвь, а в другой — три стрелы, представляющие три главных острова — Сент-Томас, Сент-Джон и Санта-Крус.                                                                        |
|      | 1985 —    | Флаг Гренландии                           | Флаг представляет собой прямоугольное полотнище с двумя горизонтальными полосами. Сверху расположена полоса белого цвета, внизу — красного. Поверх полос расположен красно-белый круг. Верхняя часть круга красного цвета, нижняя — белого.                                                                                         |
|      | 1958 —    | Флаг Каймановых островов                  | Флаг Каймановых островов создан на основе синего английского кормового флага и с гербом Каймановых островов в правой части флага. |
|      | 1984 —    | Флаг Кюрасао                              | Флаг был утверждён 2 июля 1984 года как флаг островной территории Нидерландских Антильских островов Королевства Нидерландов. |
|      | 2023 —    | Флаг Мартиники                            | Флаг был утверждён в 1968 году мартиникским писателем Ги Кабор-Массоном и историком Алексом Фердинандом. А 2 февраля 2023 года был официально принят Ассамблеей Мартиники |
|      | 1999 —    | Флаг Монтсеррата                          | Флаг представляет собой синий английский кормовой флаг с гербом Монтсеррата |
|      | 2001 —    | Флаг Навассы (неофициальный)              | Неофициальный флаг острова был разработан в дань памяти на мемориале Второй мировой войны, в честь событий в Перл-Харборе. Это — белый и синий горизонтальный биколор, с профилем острова в белом фоне. Официально на острове признаны как флаг Гаити, так и флаг Соединённых Штатов Америки.                                       |
|      | 1952 —    | Флаг Пуэрто-Рико                          | Флаг Пуэрто-Рико был создан в 1895 году на основе кубинского флага, с обратной заменой цвета треугольника и полос, и использовался как флаг пуэрто-риканской секции Кубинской революционной партии, боровшейся за освобождение от испанского господства Кубы и Пуэрто-Рико.                                                         |
|      | —         | Флаг Сан-Андреса и Провиденсии            | — |
|      | —         | Флаг Сен-Бартелеми (неофициальный)        | Официальным флагом Сен-Бартелеми, как заморской территории Франции, является французский триколор. Неофициальный используется на острове и в его пределах, хотя у него нет никакого официального статуса. |
|      | —         | Флаг Сен-Мартена                          | Официальным флагом Сен-Мартена, как заморской территории Франции, является французский триколор. |
|      | 1982 —    | Флаг Сен-Пьера и Микелона (неофициальный) | Официальным флагом Сен-Мартена, как заморской территории Франции, является французский триколор. На неофициальном флаге изображён корабль «Grande Hermine» на котором 15 июня 1536 года Жак Картье подошёл к острову Сен-Пьер. Три флага, размещённые у древка, символически показывают происхождение большинства жителей островов. |
|      | 1985 —    | Флаг Синт-Мартена                         | Флаг самоуправляемого государства со значительной автономией в составе Королевства Нидерландов. Флаг был утверждён 13 июня 1985 года как региональный флаг нидерландской части острова Сент-Мартин, который являлся частью Нидерландских Антильских островов Королевства Нидерландов до 10 октября 2010 года.                       |
|      | 1999 —    | Флаг Теркса и Кайкоса                     | Флаг представляет собой синий английский кормовой флаг с гербом Теркса и Кайкоса. |
|      | —         | Флаг Федеральных владений Венесуэлы       | — |

## Флаги регионов

### Провинции и территории Канады
| Флаг | Утвержден | Организация                    | Описание |
| ---- | --------- | ------------------------------ | --- |
|      | 1968 —    | Флаг Альберты                  | Флаг Альберты был утверждён законодательным собранием провинции 1 мая 1968 года. Представляет собой синее полотнище с щитом в центре, который является основой герба Альберты. |
|      | 1960 —    | Флаг Британской Колумбии       | Флаг Британской Колумбии повторяет рисунок геральдического щита, который был дарован провинции королём Великобритании Эдуардом VII. В его верхней трети расположен флаг Великобритании с золотой короной по центру. В нижней части расположено закатное полусолнце, призванное показать, что Британская Колумбия является самой западной провинцией Канады. В центральной части флага — четыре белые и три синие волнистые полосы, символизирующие Тихий океан, водами которого омывается провинция. |
|      | 1948 —    | Флаг Квебека                   | Флаг был принят 21 января 1948 года, при администрации Мориса Дюплесси. Представляет собой синее прямоугольное полотнище с прямым белым крестом. В каждом синем прямоугольнике изображена королевская геральдическая лилия. Отношение ширины флага к его длине — 2:3. |
|      | 1966 —    | Флаг Манитобы                  | Флаг учреждён в соответствии с Законом о государственном флаге, принятым Палатой общин канадского парламента 15 декабря 1964 года, и одобрен специальным постановлением Законодательного собрания Манитобы. Представляет собой разновидность английского торгового флага с элементом герба Манитобы в вольной части. |
|      | 1999 —    | Флаг Нунавута                  | Флаг был принят 1 апреля 1999 года, одновременно с образованием самой территории Нунавут. На флаге располагается красный инуксук и синяя звезда, изображающая полярную. Цвета на флаге символизируют богатство земли, моря и неба. |
|      | 1980 —    | Флаг Ньюфаундленда и Лабрадора | Флаг разработан Кристофером Праттом и утверждён Палатой ассамблеи Ньюфаундленда и Лабрадора. Синие треугольники в левой части знаменуют историческую принадлежность Великобритании. Синий цвет символизирует море, белый — снег и лёд, алый — мужество и труд жителей провинции, золотой — их уверенность в своих силах и будущем. Красные треугольники — континентальная и островная части провинции. Трезубец символизирует основу экономики провинции — рыболовство и использование морских ресурсов. Стрела направлена в «светлое будущее», а при вертикальном положении флага становится мечом — это дань уважения жертвам, принесённым жителям провинции на полях сражений. |
|      | 1965 —    | Флаг Нью-Брансуика             | За основу флага взят геральдический щит, дарованный 26 мая 1868 год королевой Великобритании Викторией. Представляет собой золотого льва на красном фоне в верхней части и старинную галеру под парусом с опущенными в воду вёслами. |
|      | 1964 —    | Флаг Острова Принца Эдуарда    | Флаг утвержден 24 марта 1964 года. На флаге изображены элементы герба Острова Принца Эдуарда. В верхней части флага на красном фоне расположен английский геральдический золотой лев, который также присутствует на гербах Принца Эдуарда Августа, в честь которого названа провинция, и короля Эдуарда VII. |
|      | 1967 —    | Флаг Юкона                     | Флаг представляет собой вертикальный зелёно-бело-синий триколор с гербом территории Юкон в центре. Цвета олицетворяют природные особенности территории: тайгу (зелёный), зимние снега (белый) и северные воды (синий). |

Новая Шотландия
Онтарио
Саскачеван
Северо-Западные территории

### Штаты Мексики

Агуаскальентес
Веракрус
Герреро
Гуанахуато
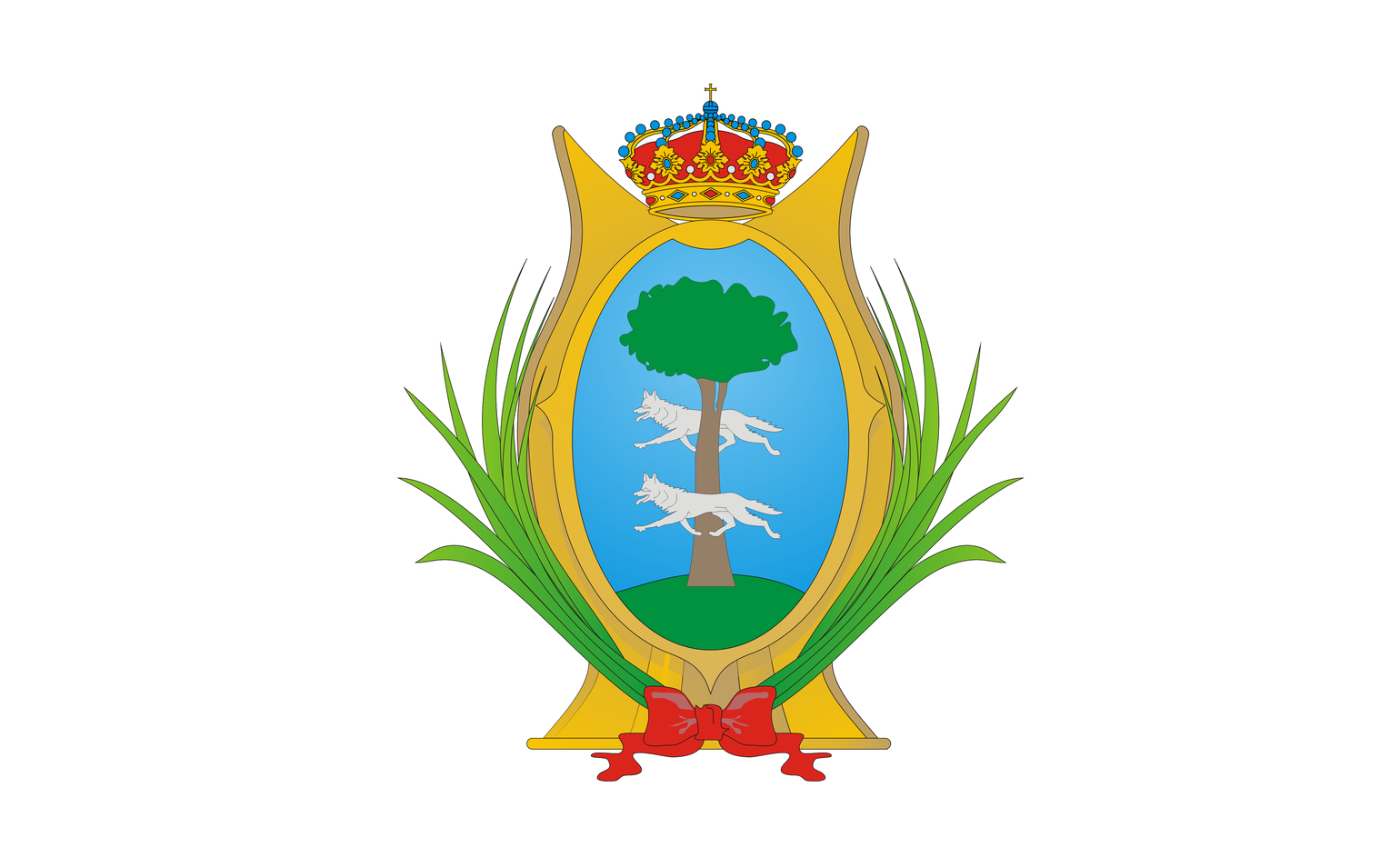
Дуранго
Идальго
Кампече
Керетаро
Кинтана-Роо
Коауила
Колима
Мехико
Мичоакан
Морелос
Наярит
Нижняя Калифорния
Южная Нижняя Калифорния
Нуэво-Леон
Оахака
Пуэбла
Сакатекас
Сан-Луис-Потоси
Сонора
Табаско
Тамаулипас
Тласкала
Халиско
Чиуауа
Чьяпас
Юкатан

### Провинции и комарки Панамы

Бокас-дель-Торо
Верагуас
Гуна-Яла
Кокле
Колон
Нгобе-Бугле
Панама
Чирики
Эррера

### Департаменты и автономные регионы Никарагуа

Атлантический Южный (автономный регион)
Боако
Гранада
Карасо
Леон
Мадрис
Манагуа
Масая
Матагальпа
Нуэва-Сеговия
Ривас
Сан-Хуан
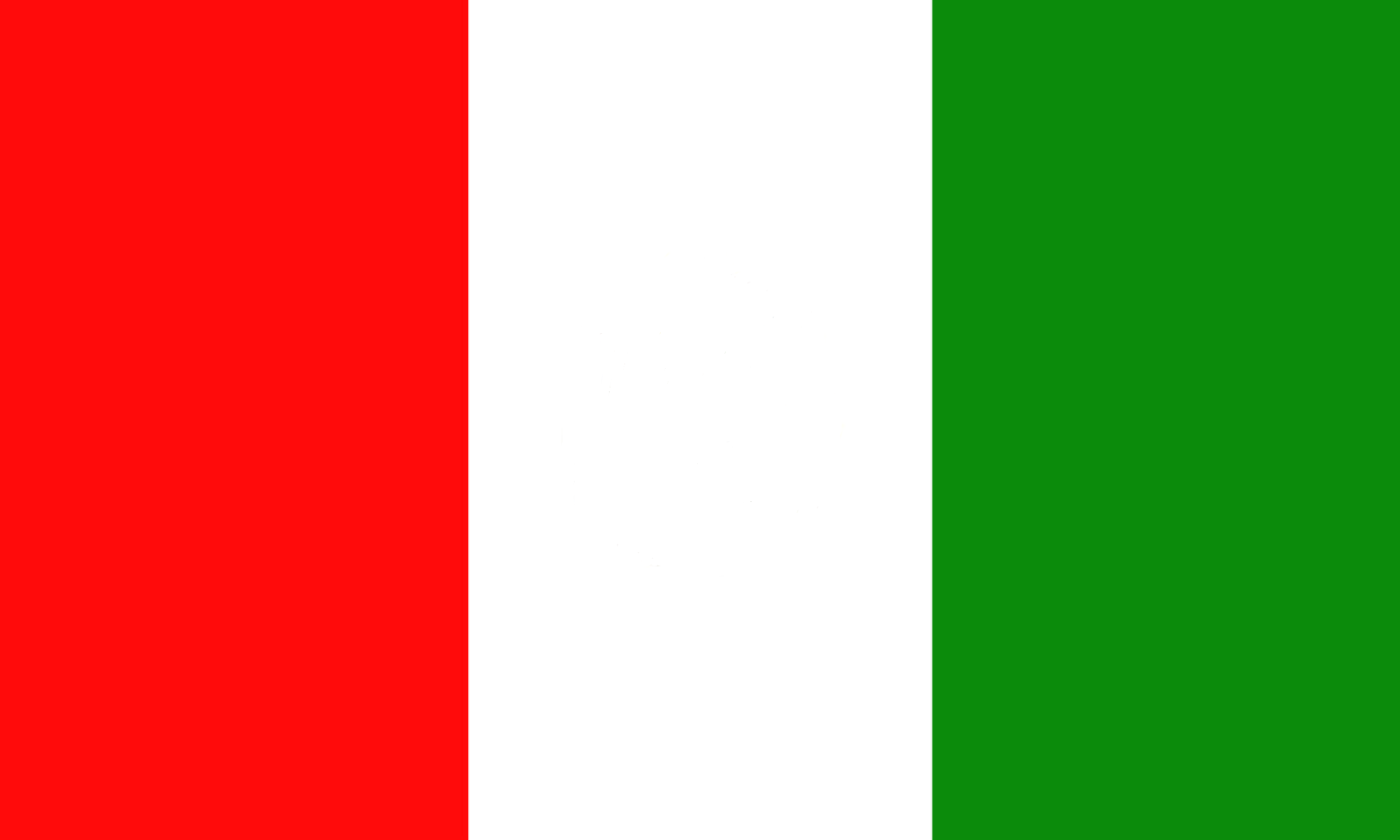
Хинотега
Чинандега
Чонталес
Эстели